# Sanjō

Sanjō (三条市 Sanjō-shi?) este un municipiu din Japonia, prefectura Niigata.